# XX. Gergely Péter örmény katolikus pátriárka
XX. Gergely Péter Gabroján (örményül: Գրիգոր Պետրոս Ի. Կապրոյեան) (Aleppó, 1934. november 15. – Bejrút, 2021. május 25.) örmény püspök, Franciaország örmény katolikus elöljárója (1977–2013), majd az Örmény Katolikusok Kilíkiai Házának katolikosz-pátriárkája (2015–2021).

## Tanulmányai
Iskolai tanulmányait Libanonban végzi: előbb Bzommárban a Kisszemináriumban, később Zsúnie (franciául: Jounieh) város kollégiumában tanul. Ezt követően Rómába megy és az ottani örmény katolikus XIII. Leó Szemináriumban készül papi hivatására, majd tanulmányait a Gregoriana Pápai Egyetemen folytatja.

## Papi szolgálata Libanonban
1959-ben pappá szentelik a Bzommári Pátriárkai Kongregáció tagjaként. 1960–1962 között a Bzommári Kisszeminárium oktatója, 1962–1969 a Burzs Hammud-i Meszropján Gimnázium elöljárója. 1969–1975 között a Bzommári Pátriárkai Kongregáció ügyvívő testületének titkára.

## Püspöki szolgálata Franciaországban
1977-ben kinevezik Franciaország örmény katolikus exarchájává, majd püspökké szentelik, Amida város címzetes püspöke lesz. 1986-ban az apostoli exarchátust eparchiai rangra emelik, így megkapja a Sainte-Croix de Paris püspöke címet. 2013-ban korára való tekintettel benyújtja lemondását.

## Örmény katolikus pátriárkai évei
2015. június 25-én XIX. Nerszész Péter pátriárka halálával megüresedik az örmény katolikus pátriárkai szék. Ekkortól adminisztrátorként irányítja az egyházat, majd július 24-én az örmény katolikus püspöki szinódus pátriárkának választja. XX. Gergely Péter néven vezette az Örmény Katolikus Egyházat.

## Külső hivatkozások
- XX. Gergely Péter katolikosz-pátriárka hivatalos oldala